# معاهدة كارلوفجة
معاهدة كارلوڤجي أو معاهدة كارلوڤيتس تم توقيعها في 26 يناير 1699م في سريمسكي كارلوڤجي (بالصربية: Сремски Карловци، والكرواتية: Srijemski Karlovci، والألمانية: Karlowitz، والتركية: Karlofça، والمجرية: Karlóca)، وهي مدينة في صربيا المعاصرة، لتنهي الحرب التركية العظمى (1683م-1699م) والتي هـُزم فيها العثمانيون.
بعد مؤتمر دام شهرين بين الدولة العثمانية في طرف والعصبة المقدسة وهي تحالف قوى أوروبية تضمن آل هابسبورغ، الكومنولث البولندي الليتواني، جمهورية البندقية والامبراطورية الروسية، وقعت المعاهدة في 26 يناير 1699م. تنازل فيها العثمانيون عن معظم المجر، ترانسلفانيا وسلافونيا للنمسا، بينما ذهبت بودوليا لبولندا. معظم دلماسية ذهب للبندقية مع المورة (شبه جزيرة پيلوبونزيا) والتي استعادها العثمانيون في معاهدة باساروفجا عام 1718م.
كانت معاهدة كارلوڤيتس بداية التراجع العثماني في أوروبا الشرقية، وجعل آل هابسبورج القوة المهيمنة في وسط أوروبا.